# Kanton Saint-Flour-2
Saint-Flour-2 is een kanton van het Franse departement Cantal. Het kanton maakt deel uit van het arrondissement Saint-Flour.
 Het telt 9.302 inwoners in 2018.

Het kanton Saint-Flour-1 werd gevormd ingevolge het decreet van 13 februari 2014 met uitwerking op 22 maart 2015.

## Gemeenten
Het kanton omvat volgende gemeenten :
- Brezons
- Cézens
- Cussac
- Gourdièges
- Lacapelle-Barrès
- Malbo
- Narnhac
- Paulhac
- Paulhenc
- Pierrefort
- Saint-Flour (hoofdplaats) (westelijk deel)
- Saint-Martin-sous-Vigouroux
- Sainte-Marie
- Tanavelle
- Les Ternes
- Valuéjols
- Villedieu